# Porthaon
Porthaon (altgriechisch Πορθάων Portháōn, lateinisch oft Parthaon) ist in der griechischen Mythologie der Sohn des Agenor und der Epikaste, somit ein Nachkomme des Endymion. Er war König in Pleuron und Kalydon. Mit Euryte zeugte er die Söhne Oineus, Agrios, Alkathoos, Melas und Leukopeus sowie die Tochter Sterope, die die Mutter der Sirenen gewesen sein soll.
Bei Homer wird als König von Pleuron und Kalydon Portheus genannt.